# Aït Khelili
Ait Khelili là một đô thị thuộc tỉnh Tizi Ouzou, Algérie. Dân số thời điểm năm 2002 là 12.63 người.